# عثمان بالده
عثمان بالده (انگلیسی: Ousmane Baldé؛ زادهٔ ۳۱ دسامبر ۱۹۸۹) بازیکن فوتبال اهل گینه است.
از باشگاه‌هایی که در آن بازی کرده است می‌توان به باشگاه ورزشی اولیاننسه اشاره کرد.
وی همچنین در تیم ملی فوتبال گینه بازی کرده است.